# Janina Altman
Janina (Janka) Altman nascuda Hescheles (Lwów, 2 de gener de 1931 - Haifa, 24 de juliol de 2022), va ser una química i escriptora polonesa i israeliana, activista en favor dels drets humans i autora d'unes memòries sobre la seva estada en un camp de concentració: Amb els ulls d'una nena de dotze anys.

## Biografia
Janina Altman va néixer en una família jueva polonesa a Lwów avui Lviv, a Ucraïna. El seu pare, Henryk Hescheles, dirigia el periòdic sionista en llengua polonesa Chwila (El Moment), un dels més importants periòdics de Lwow abans de la Segona Guerra Mundiall i el van matar el juliol de 1941, en un pogrom, els primers dies de l'ocupació alemanya. La seva mare, Amalia (nascuda Blumenthal), va ser mestra d'hebreu. Al maig de 1943 es va suïcidar en el camp de treball Janowska, juntament amb part del personal de l'hospital del camp.
Janina Hescheles també va ser confinada al camp Janowska, on escrivia i recitava els seus poemes a les presoneres. Allò va cridar l'atenció de Michał Borwicz, que organitzava reunions literàries clandestines en el camp. Els amics de Michał Borwicz de la resistència polonesa actius en el Comitè d'Ajuda als Jueus (Żegota) organitzen la seva fuga, i a petició seva ajuden també a la fuga de Janina Hescheles, l'octubre de 1943. Diverses famílies de Cracòvia la mantenen oculta fins que, l'octubre de 1944, és acollida a l'orfenat gestionat per Jadwiga Strzałecka a Poronin i després de la fi de la guerra a Sopot, on es quedarà fins a acabar el batxillerat, l'any 1949.
Mentre era a l'orfenat, atenent la petició de Maria Hochberg-Marianska i de Borwicz, Janina Hescheles redacta les seves memòries de Lwów, que són publicades l'any 1946 pel Comitè de Jueus Polonesos amb el títol Oczyma dwunastoletniej dziewczyny (Amb els ulls d'una nena de dotze anys) —un dels testimoniatges més punyents de les atrocitats de l'ocupació de Lwów. Per iniciativa de l'Institut Històric Jueu de Varsòvia, aquest llibre ha estat traduït posteriorment a diverses llengües, entre les quals el català. De les seves memòries en el camp de Janowska, s'ha dit que són tan meticuloses com els relats de Primo Levi (coincideixen en una altra cosa: Levi era químic i ella ho serà uns anys més tard.) En un llibre de Michał Borwicz sobre l'Holocaust que es va publicar en francès el 1954, l'autor va dedicar un capítol als nens i nenes que van ser empresonats en camps de treball i d'extermini (les comdamnés infants) i parlava de les memòries de la nena Janka Hescheles, que ell va conèixer al camp de treball.
L'any 1950 Janina emigra a Israel. Estudia química a l'Institut Tecnològic d'Israel-Technion, a Haïfa, i el 1962 hi obté un doctorat en química amb una tesi en química orgànica. A continuació treballa al mateix Technion, a l'Institut Weizmann de Ciències i a la Universitat tècnica de Múnic. L'estada a Alemanya li va inspirar la reflexió sobre l'actitud dels científics alemanys durant el període nazi el fruit del qual serà, l'any 2007, la monografia La Rosa blanca, que va escriure un cop jubilada i s'ha traduït a l'anglès i l'alemany.
Janina Altman vivia amb el seu marit a Haifa i van tenir dos fills, tots dos matemàtics. Va ser membre del Partit Comunista d'Israel (Maki) fins a la seva desaparició el 1973, i des de la primera intifada (1987-1991), va militaar en el moviment pacifista de les Dones en Negre. L'any 2013, amb motiu de la publicació de l'edició catalana del seu llibre Amb els ulls d'una nena de dotze anys, Janina Altman va visitar Llíria i Castelló de la Plana. En aquesta darrera ciutat va explicar les seves vivències als alumnes de l'IES Vicent Castell Domènech.

## Obres
- Oczyma dwunastoletniej dziewczyny. (Reedició) Centralna Żydowska Komisja Historyczna, 2015, (ISBN 978-83-65254-05-4)
- En alemany: Janina Hescheles: Mit den Augen eines zwölfjährigen Mädchens. [In:] Im Feuer vergangen.Tagebücher aus dem Gueto. Rütten & Loening, Berlín 1962, p. 345–411
- En castellà: Con los ojos de una niña de doce años. Hermida Editores S.L., 2014, (ISBN 9788494176746)
- En català: Amb els ulls de una nena de dotze anys. Riurau Editors, Barcelona 2015, traduït del polonès per Guillem Calaforra (ISBN 978-84-943249-5-6). Inclou els poemes que Janina Hescheles va escriure en el camp de concentració.[3]
- En finès: Janinan päiväkirjat. Teinitytön muistelmat Lvivin ghetosta ja Janowskan keskitysleiriltä. Like, Hèlsinki 2015, (ISBN 978-952-01-1299-8)
- En ucraïnès: Яніна Гешелес: Очима 12-річної дівчинки (Переклав Андрій Павлишин). Дух і Літера, Київ 2011
- En francès: A travers les yeux d'une fille de douze ans, Classiques Garnier, París, 2016.
- En hebreu: Zahav. Mi-Maamake Ha-Adamah El He-Halel Ha-Hitson. Ramat Gan, Masadah 1977
- La Rosa blanca. Estudiants i intel·lectuals a Alemanya abans i després de l'ascensió d'Hitler (en hébreu.) Ed. Pardes, 2007, 487 pàgines[8]
- En alemany: Naturwissenschaftler vor und nach Hitlers Aufstieg zur Macht. Amazon Kindle 2013 (en línia / pdf)
- En italià: L’Olocausto attraverso gli occhi di una dodicenne (Amsterdam Publishers, 2021) ISBN 978-94-93231-56-6